# Madagascar nos Jogos Olímpicos de Inverno de 2006
Madagascar mandou 1 competidor para os Jogos Olímpicos de Inverno de 2006 que aconteceu em Turim, na Itália. Foi a primeira participação da delegação que não conquistou nenhuma medalha. O único competidor foi o esquiador alpino Mathieu Razanakolona que competiu em dois eventos, no slalom gigante masculino onde terminou na 39ª posição e no slalom masculino onde acabou não finalizando a prova.

## Desempenho

### Esqui alpino
| Atletas              | Evento                   | Final      | Final      | Final      | Final   | Final |
| Atletas              | Evento                   | 1ª Corrida | 2ª Corrida | 3ª Corrida | Total   | Pos.  |
| -------------------- | ------------------------ | ---------- | ---------- | ---------- | ------- | ----- |
| Mathieu Razanakolona | Slalom gigante masculino | 1:39.10    | 1:27.33    |            | 3:06.43 | 39    |
| Mathieu Razanakolona | Slalom masculino         | DNF        | DNF        | DNF        | DNF     | DNF   |

Legenda
| Recorde mundial      | Recorde mundial (World record)               |                       | Recorde africano                      | Recorde africano (African) |                                           | Q | Classificado por posição (Qualified) |
| Recorde olímpico     | Recorde olímpico (Olympic record)            | Recorde da América    | Recorde da América (Americas)         | q                          | Classificado por melhor tempo (Qualified) |   |                                      |
| Melhor marca do ano  | Melhor marca do ano (World leading)          | Recorde asiático      | Recorde asiático (Asian)              | DNS                        | Não largou (Did not start)                |   |                                      |
| Recorde nacional     | Recorde nacional (National record)           | Recorde europeu       | Recorde europeu (European)            | DNF                        | Não terminou (Did not finish)             |   |                                      |
| Recorde pessoal      | Recorde pessoal do atleta (Personal best)    | Recorde da Oceania    | Recorde da Oceania (Oceania)          | DSQ / DQ                   | Desclassificado (Disqualified)            |   |                                      |
| Recorde da temporada | Recorde da temporada do atleta (Season best) | Recorde sul-americano | Recorde sul-americano (South America) | NM                         | Sem marca (No mark)                       |   |                                      |